# 花井光面介
花井光面介（学名：Xestoleberis hanaii）为光面介科光面介屬下的一个种。